# RegioPlus
RegioPlus (skrót: R+) – w latach 2003-2008: nazwa pociągów przyspieszonych uruchamianych przez spółkę PKP Przewozy Regionalne.
Celem przewoźnika było zapewnienie pasażerom szybszej i bardziej komfortowej podróży. Obecnie do obsługi pociągów przyspieszonych używa się elektrycznych zespołów trakcyjnych serii ED72, ED73 lub EN57. Obecnie stanowią szczątkową ofertę (tylko 2 pociągi w województwie małopolskim).